# ネッツトヨタ中九州
ネッツトヨタ中九州株式会社（ネッツトヨタなかきゅうしゅう）は、かつて存在したトヨタ自動車の自動車ディーラー。

## 概要
熊本県内一円を販売エリアとする、トヨタ自動車の販売チャネル（ネッツ店）である。トヨタカローラ熊本の子会社であり、会長は親会社のカローラ熊本社長も兼任している。また入社式などの会社行事は、カローラ熊本と合同で行っている。元々は、トヨタビスタ店のディーラー「トヨタビスタ熊本株式会社」として営業していたが、トヨタ自動車のビスタ店のネッツ店との販売チャンネルの統合・再編に伴い、2004年4月現社名に変更された。通称「ネッツ中九州」。
企業スローガンは、「THINK!車と人と明日の情報ステーション。違いはそこにある。」

## 沿革
- 1979年9月 - トヨタビスタ熊本株式会社設立
- 1980年4月 - トヨタビスタ熊本株式会社開業。南熊本店（現 ネッツスクエア南熊本店）、八代店、人吉店オープン。
- 1980年6月 - 玉名店オープン（現 ネッツスクエア玉名店）。
- 1980年7月 - 水俣店、天草店オープン。
- 1981年4月 - 東店オープン。
- 1982年10月 - 川尻マイカーセンターオープン。
- 1985年8月 - 清水店オープン。
- 1990年10月 - 八代店新築（現 ネッツスクエア八代店）。
- 1991年3月 - 玉名店改築。
- 1995年8月 - 天草店新築移転（現 ネッツスクエア天草店）。
- 1995年12月 - 人吉店新築移転（現 ネッツスクエア人吉店）。
- 1996年4月 - 託麻マイカーセンターオープン。
- 1997年2月 - 南熊本店増改築。
- 1997年11月 - 水俣店新築移転（現 ネッツスクエア水俣店）。
- 1998年3月 - 東店新築移転（現 ネッツスクエア東店）。
- 2001年2月 - 本社新築移転（現 本店所在地）。
- 2001年10月 - 川尻マイカーセンターがU-Carランド川尻に名称変更。
- 2004年5月 - ネッツトヨタ中九州株式会社に社名変更。
- 2005年10月 - 親会社のカローラ熊本がCOROLLA Square上通りショールームオープン（熊本市上通）。
- 2006年9月 - ネッツスクエア南熊本店リニューアルオープン。
- 2008年8月 - 本社機能を移転

## 店舗
- ネッツスクエア本店 熊本市南区近見7-8-41
- ネッツスクエア南熊本店 熊本市中央区南熊本3-6-1
- ネッツスクエア東店 熊本市東区西原3-1-17
- ネッツスクエア玉名店 玉名市大倉732-1
- ネッツスクエア八代店 八代市本野町1921-1

## 熊本県内のその他のトヨタ車販売店
- 熊本トヨタ自動車（トヨタ店）
- 熊本トヨペット（トヨペット店）
- トヨタカローラ熊本（トヨタカローラ店、ネッツ中九州の親会社）
- ネッツトヨタ熊本（ネッツ店、ネッツ中九州と同じく販売エリアが競合する）